# Einsbach

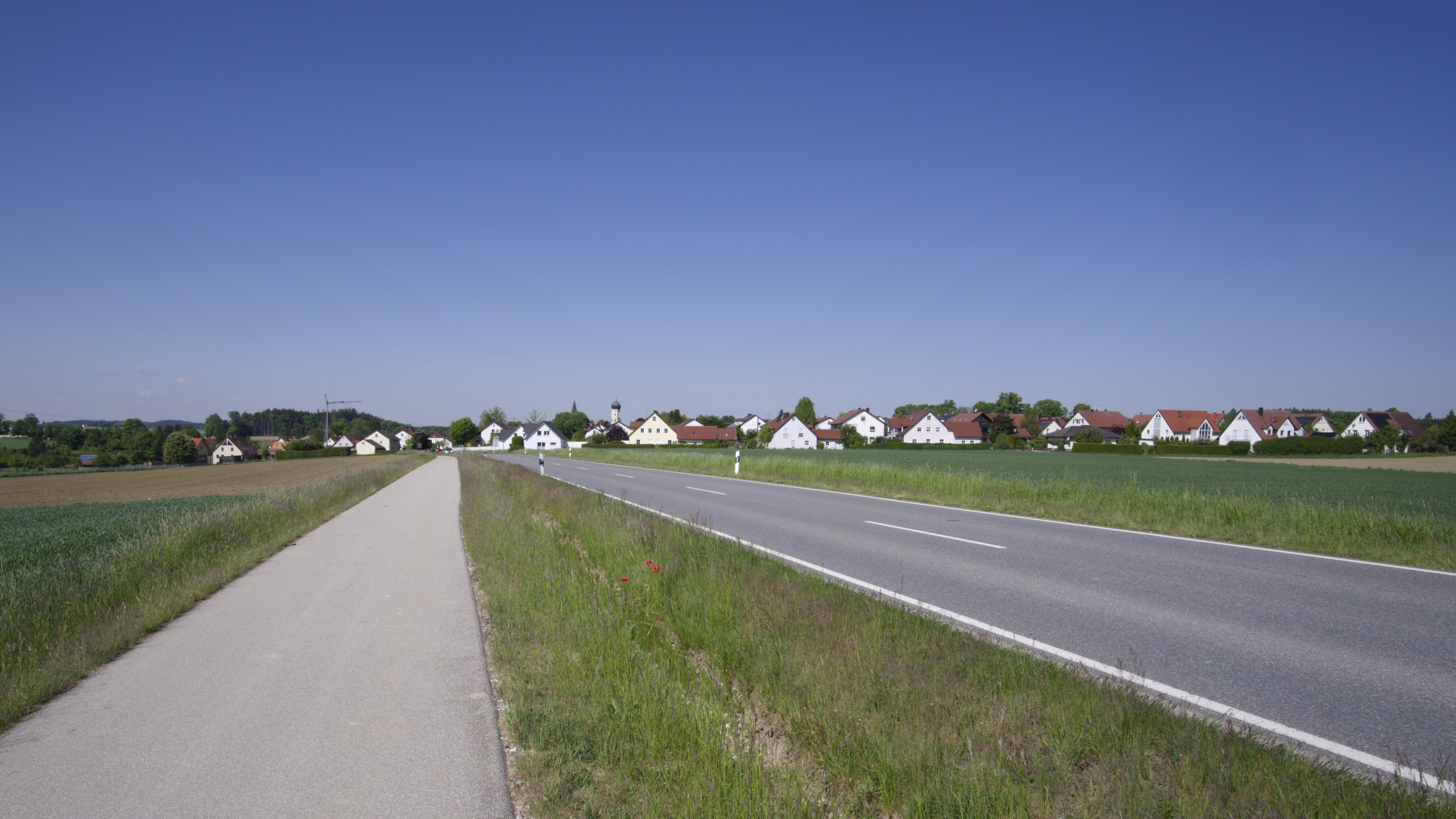
Östliche Ortsansicht

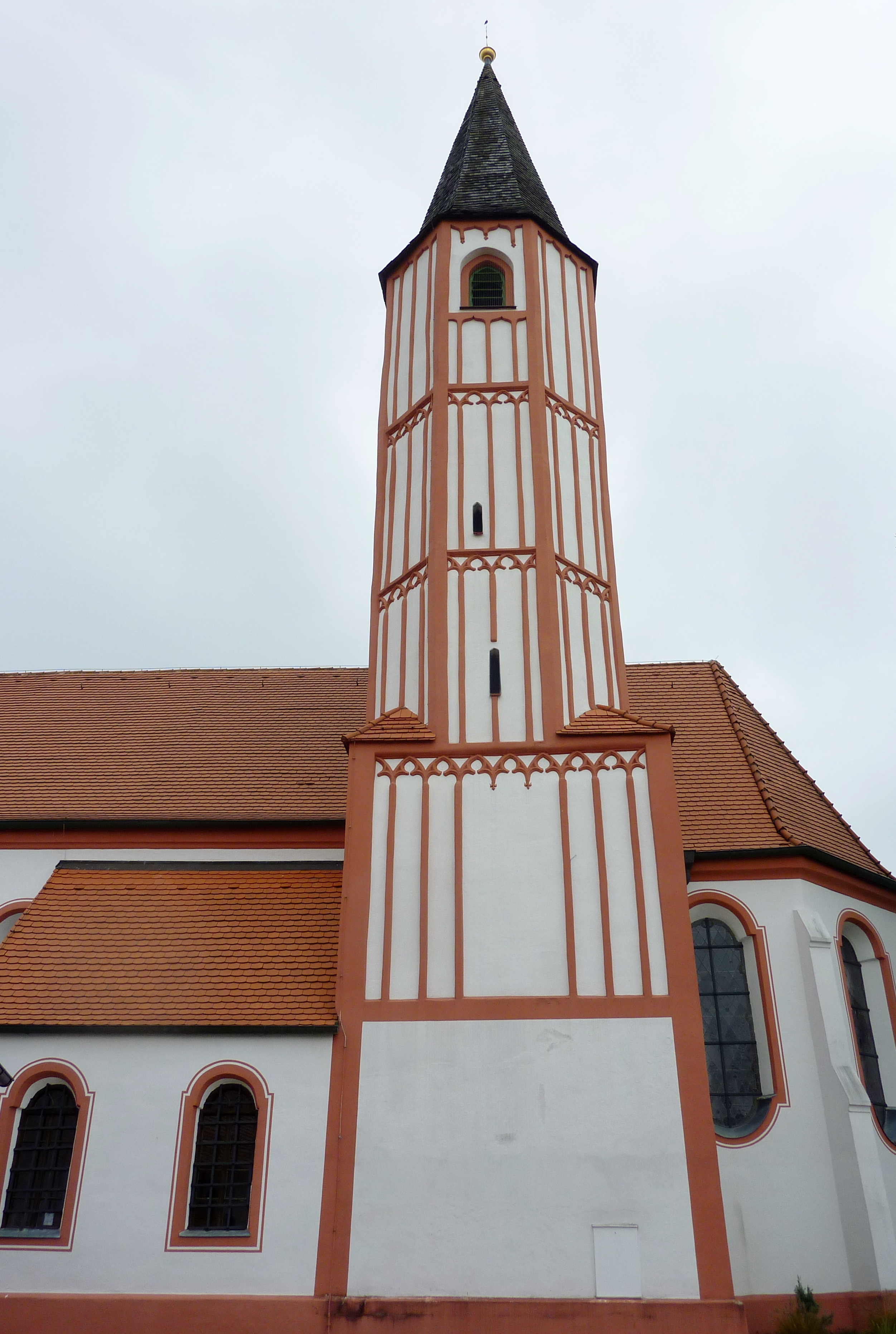
Wallfahrtskirche Heilig Blut in Einsbach

Einsbach ist ein Gemeindeteil von Sulzemoos im oberbayerischen Landkreis Dachau. Das Pfarrdorf, circa 20 Kilometer nordwestlich von München, ist über die Staatsstraße 2054 und die Kreisstraße DAH 5 zu erreichen.

## Gemeinde
Am 1. Mai 1978 wurde die bis dahin selbständige Gemeinde Einsbach mit ihren weiteren Ortsteilen Hilpertsried, Oberwinden und Unterwinden nach Sulzemoos eingegliedert.

## Geschichte
Der Ort wurde erstmals im Jahr 1098 als „Jinespahc“ (= Bachsiedlung eines Egino oder Igin) in einer Urkunde genannt. Im 11. und 12. Jahrhundert war Einsbach Sitz des Edelgeschlechts der Einsbacher, deren Burg Rottbach an der Stelle des heutigen Zötzelhofens lag. Bis 1400 war der Ort im Besitz der Eisenhofer, von denen die Hofmark an das Kloster Fürstenfeld überging und dort bis zur Säkularisation im Jahr 1803 verblieb.

## Baudenkmäler
Siehe auch: Liste der Baudenkmäler in Einsbach
- Ehemalige Wallfahrtskirche Heilig Blut
- Katholische Pfarrkirche St. Margaretha